# 咲坂花恋

咲坂 花恋（さきさか かれん、1996年2月3日 - ）は、日本のAV女優、元アイドル。テスター所属。ビデオ内で、「中出し出来るアイドル」と自己紹介している。

## 略歴・人物
- 2016年9月、本中の専属女優[5]としてAVデビュー。同年12月発売の作品で専属契約[6]を終了し、企画単体女優に転向。
- デビューするきっかけは、知り合いからの誘いで、アイドルを中途半端に2ヶ月で辞めていて「知名度を上げたい」という気持ちから承諾した[4]。最初のビデオ内で、「中出し出来るアイドル！咲坂花恋です！」と自己紹介している[4]。
- 2019年3月14日放送のダラケ! 〜お金を払ってでも見たいクイズ〜(BSスカパー!)にVTR出演時、「元アイドルが関係を持った芸能人とは？」の質問に「テレビ共演を、きっかけに×××とは月3回していた」と答えた。また、「×××はどういうプレイを？」の質問で自身の性癖で「ハゲた頭を舐めるのが好きという事もあり、×××の頭を舐めるプレイ」をしたと話した。
- 趣味はダンス、歌、キックボクシング[2]。ボクシングジムに通っている[6]。2017年11月からガールズバンド「ふるぽろえっくす」のメンバーとして活動[7][8]。

## 出演作品

### アダルトDVD
2016年
- 新人*専属元○○っ娘本物アイドルAVデビュー!!（9月25日、本中）
- 本物アイドルだってオジサンに中出しされたい!（10月25日、本中）
- スクープ!! アイドルヲタとこっそり中出し恋愛中♥（12月1日、本中）
- 今日も明日も明後日も…いつでも中出しさせてくれる僕だけのJKアイドル（12月23日、宇宙企画）
- マジックミラーの向こうには大好きなお母さん… 思春期の年ごろな娘&新しいお父さんが2人っきりでこっそりエッチなオイルマッサージにチャレンジ! オイルを弾くほどの若い娘の生マ○コ素股に暴発寸前の義父チ○ポがズブっと挿入!? お金のためならそこまでやるの!?（12月23日、DOC）※「ゆきえ」名義　他出演:あみ、みか
- 淫語中出しソープ 58（12月25日、AVS Collector's）
- ナンパJAPAN検証企画 シロウト専門学生限定! 男女の友情を徹底調査!! お金の為と割り切って友達同士がHなゲームに挑戦! 先に手を出したのはまさかの女子!? 躊躇する草食男子を誘惑する肉食女子がうまのりになり中出しセックスまでしちゃいました!!（12月25日、ナンパJAPAN）※「さくら」名義　他出演:あみ、たかこ、のぞみ
- こたつの中だからと安心して無防備な格好をしている大人しそうな女の子にこっそりイタズラを。周りに誰かがいて声を出せない状況に、パンツが濡れるほど興奮した彼女はビショビショに濡れたオマ○コを僕に… 3（12月30日、DOC）他出演:水樹くるみ、森谷すず音
- むっつりスケベなめがねっ娘 8 真面目な少女が眼鏡を外すとき…（12月31日、JUMP）※「かれん」名義

2017年
- 担任の先生と不倫駆け落ち温泉旅行。 生徒会長かれん（1月1日、キチックス）※「かれん」名義
- まじめな女子校生の陰湿な復讐（1月5日、フリーダム）他出演:今井まい、加藤えま、坂井亜美、水島にな
- 大学生のサークルで温泉旅行に来ている男女グループの中の友達以上恋人未満の仲良し2人に露天風呂に裸で2人きりの過激ミッションをしたら、セックスまでしてしまうのか?（1月6日、アイエナジー）※「なおみ」名義　他出演:えり、さおり、なな、りお
- 学校の帰りにエロプリしているJ○にガチ交渉! スケベな事しか考えていないならエッチな事させてください! 6（1月6日、DOC）※「ともみ」名義　共演:ゆか　他出演:ことり、まき、みく、りか、あや、ちあき、まい、まりん
- 顔出し!女子大生限定 ザ・マジックミラー 徹底検証! 男女の友情は成立する!? 6 in池袋 友達関係のリアル素人大学生が日本一エロ〜い車の中で二人っきり♥ 人生初の真正中出しスペシャル!（1月7日、ディープス）※「りかこ」名義　他出演:そら、まひろ、みき、あやか、はるか
- 可愛すぎるコスプレでアナタのオナニー完全サポート（1月13日、宇宙企画）
- 本物アイドルのガチ自宅公開! 誰にも見せたことがない本当の私…（1月13日、FIRST STAR）
- 超名門セックス部合宿 まるごと全員に種くばり（2月1日、ZUKKON/BAKKON）共演:あおいれな、神波多一花、川村まや、西尾れむ、香山亜衣、矢澤美々、神納花、成海さやか、なつめ愛莉
- マジックミラー号 成人式を終えたばかりの友達同士の男女が初めてのお酒で我を忘れて人生初の真正中出し!（2月2日、SODクリエイト）※「さくら」名義　他出演:あんな、あおい、ひな
- 泣きじゃくり 泣き虫美少女・涙ぼろぼろイラマチオ（2月3日、ドリームチケット）※「かれん」名義
- ずーっと一緒だったお姉ちゃんが結婚する事になり、明日から他人のモノに!!(泣)小学校まで一緒に寝ていてくれたお姉ちゃんと最後に一緒に寝たくてこっそり布団に潜り込んでみるとお姉ちゃんの懐かしいイイ匂いが…我慢できずに触れていると「最後だから!」と… 2（2月3日、DOC）他出演:北川ゆず、相沢玲奈
- 部活帰りのJKナンパ! PART5 〜青春の香り嗅がせて下さい〜（2月3日、DOC）※「まりこ」名義　他出演:りみ、みさき、けい、まい、さとみ、みく、さとみ、りさ
- そこのOLさん 童貞君のオナニー生オカズになってくれませんか? お仕事帰りに“死・ぬ・ほ・ど・恥ずかし〜い割れ目チラ見せ”体験♥ ギンギンに勃起した童貞おち●ち●をほっとけない優し〜いOLお姉さんと2人きりで至福の射精カウントダウン（2月7日、ナンパJAPAN）※「カエデ」名義　他出演:ミサキ、ナオミ、エリカ、アカネ、ユメ、ユキ、カナ
- 妹が実家や僕の部屋を使って乱交をしていたと思われるビデオカメラの映像 1枚のDVDに収められていた衝撃の乱交動画。（2月10日、S級素人）共演:篠崎みお、柑南るか
- 元○○っ娘。本物アイドル女子校生が僕だけに見せてくれる本気のSEX（2月13日、無垢）
- 固定バイブだるまさんが転んだ 4（2月13日、はじめ企画）※「さつき」名義　共演:えり　他出演:ちひろ、ちさと、まい、ゆき
- 17周年記念作品 温泉旅行に来た姉に「擦りつけるだけだよ」という約束で素股してもらっていたら互いに気持ち良すぎてマ○コはグッショリ!でヌルっと生挿入!「え!?入ってる?」でもどうにも止まらなくて中出し!（2月16日、アイエナジー）他出演:葉山美空、里美まゆ、桜ちなみ、藤川れいな
- 白い水着のプロレスラー Vol.8（2月24日、CF×FC）共演:AOI
- S2000型waterpolo in 咲坂花恋 （3月3日、A-Style）
- 就活女子大生の蒸れ蒸れのストッキングで（3月5日、フリーダム）他出演:倉内まりや、今井まい、加藤えま、水島にな、坂井亜美
- パイパン中出し女子校生 4時間 Vol.4（3月10日、BAZOOKA）他出演:柑南るか、篠崎みお、真白愛梨
- 【貸出可】思春期JKマ○コ カノジョ、ネトラセ。 〜俺のマンネリ解消法教えます〜（3月13日、EROTICA）
- 某県女子校内で撮影 イタズラ!?微レズ!? 同級生をかる〜いノリでイジメたりじゃれ合ったり!悪ふざけエロ! 無邪気にやっているけどヤラれた方は冗談じゃ無いよね!!? 11人6時間 【2枚組!】（3月18日、サディスティックヴィレッジ）他出演:桜ちなみ、香純あいか、七海ゆあ、早川瑞希、藤川れいな、月本愛、埴生みこ ほか
- 田舎のお嬢様学校の女子高生をさらってレ○プ、射精直前に「お前より可愛い娘を今すぐ電話で呼ばないと中出しするぞ」と脅して友達を連れてこさせてその娘もレ○プ、そして結局全員ナマ中出し! 6（3月18日、サディスティックヴィレッジ）他出演:埴生みこ、月本愛、裕木まゆ、藤川れいな
- 完全主観 学校で女子に馬鹿にされセンズリさせられた僕（4月5日、フリーダム）他出演:倉内まりや、今井まい、加藤えま、水島にな、坂井亜美
- サディスティックヴィレッジ10周年記念作品第一弾 夜勤病棟レ○プ 深夜の病室に一人で見回りに来た新米看護師純白のナース服をヒキチギッテ中出しレ○プ!!スペシャル! 合計16人 8時間2枚組（4月6日、サディスティックヴィレッジ）他出演:藤川れいな、裕木まゆ、月本愛、埴生みこ、七海ゆあ、香純あいか、早川瑞希 ほか
- JKにオナホを渡し「僕のチ○コを思いっきりシゴいて下さい!」 3（4月7日、DOC）※「みれい」名義　他出演:ひなの、さおり、ちか、まお、ゆあ、なな、ゆき、あゆみ
- 魔法人妻 プリティールミナス（4月14日、GIGA）共演:三島奈津子
- マジックミラー号 チアガール姿のきゅ〜とな女子大生が濃厚キスで中年男性を応援! ヨダレ滴るほどに絡み合うベロで感じる女の子は元気になり過ぎたおじさんチ○ポも受け入れちゃう! in池袋（4月20日、SODクリエイト）※「まり」名義　他出演:みのり、えりな、しょうこ、しほ、まさみ、いくみ、まき、さやか、ちえこ
- 淫語かたりかけ自画撮りぐちゅぐちゅ連続絶頂指オナニー 3（4月20日、アイエナジー）他出演:真田美樹、栄川乃亜、桜ちなみ、麻里梨夏、藤川れいな、花咲いあん、稲村ひかり、水城えま ほか
- 孕ませ美少女 オヤジの生チ○ポで種付け撮り4連発!（4月28日、S級素人）他出演:星あんず ほか
- ナースステーションにこっそり催淫媚薬入りお菓子を差し入れしたら思ったとおり大乱交SEXが始まった! 看護婦媚薬大乱交（5月3日、サディスティックヴィレッジ）共演:桜ちなみ、埴生みこ、月本愛、裕木まゆ、早川瑞樹、香澄あいか、七海ゆあ
- 地下アイドル奴隷契約（5月5日、ワープエンタテインメント）
- ねぇアナタ、私ね、酷いコトされないとイケないカラダになりました。（5月5日、光夜蝶）
- 変態おじさん達の鬼畜な悪戯をお父さんに撮ってもらったの（5月5日、NON）
- 本番禁止の都内有名デリヘルでただ口説いてヤルだけじゃ収まらない! ぎらついた男たちがデリヘル嬢に生中出しするまで コスプレデリヘル集 10（5月18日、Mr.michiru）他出演:紗藤まゆ、なごみ、成海さやか
- 「お兄ちゃんは私だけのモノ!だから妊娠させて!」 兄が婚約者を家族に紹介するために連れてきたから。もうすぐ他人のモノになってしまう最愛の兄。それに我慢出来ない妹がとった行動は、兄を押さえつけて無理矢理中出しさせて妊娠すること!兄に中出しさせて自分が妊娠すれば破談になるから。（5月19日、Hunter）他出演:早瀬ありす、北川ゆず、河音くるみ ほか
- 図書館 母娘同時素股痴漢（5月19日、アパッチ）共演:成宮いろは　他出演:桃瀬ゆり、宮沢ゆかり、日比乃さとみ ほか
- 勝手に相席居酒屋ナンパ 連れ出し素人妻 ガチ中出し盗撮無断発売 4（5月25日、ビッグモーカル）他出演:横山みれい
- 都内最カワ援●エリアで捕まえた現役JKたちと生中出し（5月26日、S級素人）他出演:尾上若葉、阿部乃みく、浅田結梨

- 陥落!Wアメコミヒロインズ（5月26日、GIGA）共演:二宮和香
- 浅井陽登のお宅訪問（6月1日、GIRL'S CH）他出演:斉藤みゆ、浅井陽登
- 片想い女子校生レズビアン 放課後百合クラブ（6月2日、h.m.p）共演:心花ゆら
- 見慣れているハズの姉ちゃんの下着姿にまさかのフル勃起。そのムスコを面白半分に弄っていた姉ちゃんが、俺以上に欲情してムスコを骨抜きにするほど弄ばれた。（6月2日、NON）他出演:河北はるな、藤川れいな、百合華、黒木澪、一条綺美香
- 必殺!白目剥いても地獄突き（6月2日、NON）
- 親が再婚して突然出来た妹は、可愛い顔してすっごいヤリマン!! 僕が童貞だとわかると、ゴムも着けずに騎乗位で生挿入! スケベなテクで濃厚すぎる筆おろしをされちゃった…（6月2日、OFFICE K'S）他出演:笹倉杏、麻里梨夏
- ディルドと足裏 3（6月5日、フリーダム）他出演:和泉潤、江上しほ、朝比奈ゆの、すなお恵、北島玲、せいの彩葉、盛岡れみ、桜庭うれあ、芦名ユリア、今井まい、希咲良、愛内陽菜、真田るか、坂井亜美、水島にな、加藤えま、かなで自由、倉内まりや
- 完全主観 罵倒地獄 Vol.6 〜夢も希望も無いオマエらに告ぐ〜（6月5日、フリーダム）他出演:高城アミナ、IORI、かなで自由、ルロア・クララ、愛内陽菜、小田エリナ、道重咲、北島玲、柑南るか、涼宮琴音、斉藤みゆ、舞島環、水島にな、初音杏果、長谷川夏樹、遠藤ゆうか、藤川れいな、倉内まりや、泉朱音、和泉潤、水嶋アリス、伊東真緒、真田るか、小鳥遊まゆ、三浦珠美、せいの彩葉、坂本瑞希、坂井亜美、今井まい、高嶋碧、宮崎あや、希咲良、神納花、加藤えま、広瀬しおり、菅野礼奈、西野なこ、浅田結梨
- 手を使わずに口だけでコンドームを装着できたら賞金100万円! 友達同士の男女がチ○ポ丸呑みディープスロート体験 2 初めてみる友人の勃起チ○ポに火がついて爆吸引!我慢できずに暴発口内射精!（6月15日、ROCKET）※「さとみ」名義　他出演:ゆか、さよ、はるか
- 女の子が全裸で訪ねてくる新デリヘル! 即尺&即DKのスケベ過ぎる風俗で働く女の子はやっぱりすけべ!? 素股中にこっそり生挿入しても受け入れる! 時間内無制限発射を利用して何度も中出し!（6月15日、Mr.michiru）他出演:笹倉杏、結菜はるか、成海さやか
- 日本最大の繁華街にある「老舗おっぱいパブ」では新人嬢がベテラン嬢から客を奪うために内緒でセックスさせてくれる。しかも生で。 8（6月15日、Mr.michiru）他出演:成海さやか、鈴屋いちご、市川つばさ
- JKお漏らし顔騎 3（6月16日、OFFICE K'S）他出演:なつめ愛莉、香山亜衣、蒼あん、笹倉杏、早坂ふみ奈
- 悪戯無言少女 〜少女の流す涙と過呼吸に勃起を抑えられない変態中年男の性癖〜（7月20日、レイディックス）
- 突然パンチラで挑発されてこっそりシゴいちゃった僕。 その14（7月25日、アロマ企画）他出演:桜木優希音、河北はるな、小谷みのり、水嶋アリス、水谷あおい
- 回春ココナッツオイルエステにヤられちゃった僕。 その2（7月25日、アロマ企画）他出演:心花ゆら、今井まい、高城彩、倉内まりや
- 都内お嬢様女子校の田舎で行われた水泳部合宿に潜入!きらめく青空の下でたっぷりとナマ中出しレ○プ!ウブで新品同様のオマ○コをコンクリ破砕ドリルバイブでトドメ刺しアクメ!（8月1日、サディスティックヴィレッジ）他出演:天野美優、清本玲奈、涼海みさ、新垣智江
- 極上のフェラチオ ED治療で8人のナースが施術/AV研究会のJK9人が実践/3人の女ADが小遣い稼ぎにロケで学んだ技を披露 完全撮り下ろし合計20名! 2枚組6時間（8月10日、サディスティックヴィレッジ）共演:白川あまね、月野ゆりあ、矢澤美々、清本玲奈、新垣智江、藍原あおい、佐野あい、涼海みさ　他出演:渋谷ありす、苑田あゆり、高城アミナ、栄川乃亜、高木千里、雛森みこ、前田可奈子、斉藤みゆ、三波麻友、小野寺梨紗、三崎寛奈
- 煩悩寺ガールファイト お魚プロレス スペシャルマッチ（8月11日、煩悩寺） 共演:白石雪愛
- ふとももユートピア 2（8月13日、アロマ企画）共演:心花ゆら　他出演:桜咲姫莉、柊木なな、結菜はるか、葉月もえ、横山みれい、七海ゆあ
- エロ尻女子校生 ピストン騎乗位（8月25日、アロマ企画）他出演:松下美織、野々宮みさと、桜咲姫莉、月本愛、若菜まゆ
- 可愛い少女はカチカチチ●コと白い液が大好き♥（8月25日、MERCURY）他出演:あおいれな、篠宮ゆり、有本紗世、河北はるな、加賀美シュナ、みなみ愛星、吉見りいな、高槻ルナ、阿部乃みく
- 相席居酒屋でナンパした仲良し2人組をお持ち帰り。コソコソHしていると隣の部屋にいるガードの堅い女友達はヤラせてくれるか 【其の20】（9月1日、変態紳士倶楽部）他出演:中村日咲、白石雪愛 ほか
- 羞恥 新入生発育健康診断2017 AV OPENエディション（9月1日、サディスティックヴィレッジ）共演:藍原あおい、清本玲奈、佐野あい、涼海みさ、月野ゆりあ、矢澤美々　※AV OPEN 2017 乙女部門エントリー作品
- 元祖 時間よ止まれ! パート2 〜いつでもどこでもハレンチ天国〜（9月1日、V&R PRODUCE）共演:宮崎あや、黒木いくみ、仁美まどか、七海ゆあ、初芽里奈、青井いちご、長澤ルナ、星咲伶美、桐原みお　※AV OPEN 2017 フェチ部門エントリー作品
- 染み出るおしっこオナニー（9月20日、レイディックス）他出演:小西まりえ、涼海みさ、清本玲奈、小山ゆき、菊池つぼみ
- 姉の匂い 童貞の弟に寝込みを襲われた禁断の初挿入近親相姦映像3組（9月21日、SODクリエイト）※「かれん」名義　他出演:ゆい、れな
- トリプル痴女 下半身ハーレム3点責め（10月6日、OFFICE K'S）共演:神波多一花、笹倉杏　他出演:かなで自由、一色さゆり、月野ゆりあ、あおいれな、斉藤みゆ、春乃さくら、なつめ愛莉
- 女子校生のち●ぽ洗いアルバイト（10月6日、OFFICE K'S）他出演:宮沢ゆかり、白金れい奈、高城姫華、かなで自由
- 直下型パンチラ挑発（10月13日、アロマ企画）他出演:星咲伶美、松下美織、大槻ひびき、北川ゆず、藤本ゆうり、小池奈央、横山凛、倉本雪音、若菜まゆ、成海夏季、八ッ橋さい子、水澤りこ、葉月もえ、今井まい、涼海みさ、三上絵理香、木下寧々、小谷みのり、水谷あおい、あやね遥菜、月本愛、黒木いくみ、桜木優希音、結菜はるか、高城アミナ
- 咀嚼 そしゃく（10月20日、OFFICE K'S）他出演:朝比奈菜々子、小嶺心春、月野ゆりあ、一色さゆり
- 女子校生のお尻大好き 尻コキ×尻SEX（10月20日、OFFICE K'S）他出演:一色さゆり、かなで自由
- SEXを妄想しながらバイノーラル淫語オナニー（10月20日、虎堂）他出演:蓮実クレア、かなで自由、一色さゆり、月野ゆりあ、神ユキ
- ヌードNG着エロモデルが挑戦! ヌレると弾け飛び全裸になる パッチンレオタード撮影会 〜制限時間40分、お客のHなリクエストポーズに応えてヌレなかったら賞金! ヌレたらオマ○コ強制解禁エロ罰ゲーム!!〜（11月2日、ROCKET）他出演:諸星エミリー、香椎りあ
- 非日常的クネクネ映像コレクションXI（11月25日、AVS Collector's）他出演:春菜はな、水野朝陽、佐々木あき、三島奈津子、一条リオン、二宮和香、川村まや、七海ゆあ、向井藍、早野いちか、通野未帆、澁谷果歩、かなで自由、KAORI、AIKA、二階堂ゆり、北条麻妃、逢沢るる、斉藤みゆ、夏樹まりな、清城ゆき
- ひとりだけ絵の具まみれリターンズ SPECIAL 1（10月26日、フェティッシュワールド） 共演:岬澪

2018年
- ガチンコ全裸女子ボクシング（1月25日、ROCKET）共演:冴木エリカ
- 女子生徒のパンチラは白綿ぱんつパラダイス（2月13日、アロマ企画） 他出演:あおいれな、宮沢ゆかり、葉山美空、あやね遥菜、水谷あおい
- アナル・SM・浣腸まとめて解禁！引き裂きアナル拷姦（3月19日、V）
- 無邪気な少女のエッチなお遊戯 「溜まってるもの全部出して」 2（3月25日、JUMP EMERALD） 他出演:紺野ひかる、浅田結梨、北川ゆず、篠宮ゆり、松下ひかり、なつめ愛莉、河音くるみ、山川ゆな、涼宮琴音
- 意識ぶっ飛び!!くすぐり昇天地獄 Part.2 凄まじきスパイラル・オーガズム（4月20日、エクスタシー・ワークス） 他出演:小野寺梨紗、成宮いろは、神楽アイネ、夏樹まりな、杏璃さや、麻生知香
- 夜になると動き出すエッチなマネキンだらけの秘宝館（5月24日、ROCKET） 共演:真木今日子、川越ゆい
- 極逝全穴拷問捜査官 VOL.1 無惨に砕かれた正義の肉体発狂宴（5月25日、BabyEntertainment）
- CF×FC NEW FIGHT CLUB Vol.01（7月20日、CF×FC）
- 極逝全穴拷問捜査官 VOL.1 無惨に砕かれた正義の肉体発狂宴（2018年5月25日、BabyEntertainment）
- 調教依存（2018年8月1日、中嶋興業）
- おちんちんを前にすると燃えるタイプ。自分で腰振って、ビクビク感じて、何度もイっちゃう女の子（2018年8月13日、S-Cute）他出演:愛花みちる、坂咲みほ、五十嵐星蘭、南ゆき
- 見せつけ、クネる、悶える、欲しがる、美脚オナニスト 4（2018年8月25日、AVS collector’s）他出演:君島みお、八乃つばさ、北川エリカ、三島奈津子、桜井彩、香苗レノン、夏樹まりな、一条リオン、逢沢るる、優月まりな、清城ゆき、斉藤みゆ、かなで自由、二階堂ゆり、通野未帆、卯水咲流
- アナル淫語 Ⅲ（2018年9月6日、グローリークエスト）
- 町内会の若妻の集まりで男はボク1人だけの王様ゲーム 2（2018年9月20日、アイエナジー）他共演:玉木くるみ、ゆずき結花、早川瑞希、天希ユリナ
- バブみをこじらせた兄が妹にオギャりたくて女体化してみた。 2（2018年10月7日、山と空）共演:満月ひかり
- スク水で接客するハーレムソープ（2018年10月11日、アイエナジー）他共演:君色華奈、桜ちなみ、宮村ななこ、浅木真央
- 寂しすぎて毎晩アナルオナニーしまくってドM属性に目覚めた離島移住ボランティア女子が肛門アクメキメたくてデカチン召喚wくぱぁ2穴にぶっこまれアナル精子壺にwwかれん（仮名）（11月7日、山と空）
- セクシーコスチューム濡れ透けコレクション Ⅲ（2018年11月25日、AVS collector’s）他出演:君島みお、波多野結衣、星奈あい、八乃つばさ、清城ゆき、逢沢るる、桜井彩、通野未帆、二宮和香、斉藤みゆ、一条リオン、二階堂ゆり、三島奈津子、香苗レノン、川村まや、かなで自由、北川エリカ、卯水咲流、春菜はな、宮川ありさ、夏樹まりな、優月まりな、美谷朱里
- BATTLE VS CF×FC 白い水着のプロレスラー 1（11月30日、バトル） 共演:岬澪
- 真エクストリームドミネーションMIX 10（12月28日、バトル） 共演:涼海みさ

2019年
- ボクシングプレミアムファイト 1（1月25日、バトル） 共演:星咲マイカ
- BATTLEエクストリームトーナメント7th 一回戦第一試合（2月8日、バトル） 共演:星咲マイカ
- 町内会の若妻の集まりで男はボク1人だけの王様ゲーム 3（2月21日、アイエナジー） 共演:宮村ななこ、葉山りん、高波奈々未、ゆずき結花
- 生徒M（3月1日、ワープエンタテインメント） 他出演:なごみ、優梨まいな、愛瀬美希、弘前亮子、鈴森ひなた、一之瀬すず、雛菊つばさ、小枝成美
- エクストリームプレミアムマッチ VERSION BLACK VOLUME.1（4月5日、バトル） 共演:高梨りの
- ボクシングSPECIAL BOUT 1 高梨りの、スーパーボクサー咲坂花恋に挑戦!!（4月12日、バトル） 共演:高梨りの
- GODDESS 女神たちの饗宴2（5月31日、アテナ） 共演:葉月もえ、他出演:宮村ななこ、小谷みのり
- BATTLEエクストリームトーナメント7th 準決勝第一試合（5月31日、バトル） 共演:葉月もえ
- READY TO RUMBLE 3（7月5日、バトル） 共演:高梨りの、他出演:きみと歩実、牧野れいな
- ボクシング・レヴォリューション Vol.1（7月5日、バトル） 共演:葉月もえ、他出演:きみと歩実、牧野れいな
- エクストリームプレミアムマッチ VERSION.RED VOLUME.2（12月29日、バトル） 共演:望月あやか

2020年
- 尻穴絶頂！アナルオナニー（1月2日、グローリークエスト） 他出演:山井すず、七海ゆあ、神納花、妃月るい、二ノ宮慶子、推川ゆうり、新村あかり、宮沢ゆかり
- エクストリームプレミアムマッチ VOLUME.8（1月31日、バトル） 共演:若月まりあ
- READY TO RUMBLE Versionピンク 2（3月6日、バトル） 共演:若月まりあ、他出演:二宮和香、みひな
- ボクシング・レヴォリューション Vol.2（3月13日、バトル） 共演:若月まりあ、他出演:ふわり結愛、桃香りり

### アダルトVR
- 僕だけの従順ペット（2017年2月2日、ワープエンタテインメント）
- 咲坂花恋ちゃんとのVR SEX（2017年2月23日、REAL FILE VR）
- チ○ポ大好きドスケベ姉妹とヴァーチャル中出し3P SEX（2017年5月1日、WOW!） 共演:神波多一花
- おしゃぶり大好き女の悶絶Wフェラ（2017年5月11日、WOW!） 共演:神波多一花
- JKリフレ地下アイドル秘密のアルバイト裏オプション中出しSEX（2017年9月22日、SODクリエイト）
- 10穴アナル中出しFUCK（2018年12月20日、エロタイムVR） 共演:南梨央奈、山井すず、涼海みさ、小西まりえ* 美少女達とDキス・唾飲み・パンティ嗅ぎ・乳もみ・アナル指入れ（2019年8月6日、エロタイムVR） 共演:南梨央奈、山井すず、涼海みさ、小西まりえ
- 5穴アナルおもちゃ責めVR（2018年8月10日、エロタイムVR） 共演:南梨央奈、山井すず、涼海みさ、小西まりえ

### イメージDVD
- 裸になったアイドル それでもキミに恋をして（2017年1月23日、Eternal Emotion）
- ヴィーナス・テルメ（2017年12月28日、オルスタックソフト販売）
- 湯けむり女ふたり旅（2018年12月28日、オルスタックソフト販売） 共演:里美まゆ

## テレビ
- ビ〜チ9（2016年11月、テレビ埼玉） - マンスリーゲスト
- モテるの法則 season6 #6（2017年1月19日、エンタメ〜テレ☆シネドラバラエティ）
- ダラケ! 〜お金を払ってでも見たいクイズ〜（2019年3月14日、BSスカパー!)- VTR出演